# ジョン・ヘインズ
ジョン・ヘインズ（英: John Haynes、1594年5月1日 - 1653年/4年1月9日）は、イングランド植民地の政治家であり、コネチカット植民地設立者の1人である。マサチューセッツ湾植民地の総督を1期務めた後、コネチカット植民地の初代総督となり、最終的に8期を務めた。
ヘインズはマサチューセッツでもコネチカットでも法と法の枠組みを構築するときに影響力を持った。最初期に成文化された憲法とも言われるコネチカット基本規則を起草した委員会に入っていた。その資産の多くをコネチカットで投資してもおり、「イングランドの家族にとっては破滅と」なった 。

## 初期の経歴
ジョン・ヘインズは、イングランドのエセックスにあるメッシングで生まれたと見られている。ジョン・ヘインズとメアリー・ミッチェル・ヘインズ夫妻の長男だった。一家はヘレフォードシャーのコディコートに、またグレートハダムに住んだ、紋章をつける資格を持つ大郷士あるいは「訪問家族」だった。ヘインズが11歳の1605年に父が死に、一家の多くの資産を相続することになった。ヘインズはケンブリッジ大学で学んだ可能性がある。その頃の学生名簿には、2人のジョン・ヘインズが載っている。1616年頃、ノーフォークのヒンガムにあったガーニーの荘園に住んでおり、そこはピューリタンの温床であり、ヘインズが荘園領主だった。ここでノーフォークの貴族の娘メアリー・ソーントンと結婚し、6人の子供が生まれた。1627年、妻のメアリーが死に、ヒンガムのセントアンドリュース教会に埋葬された。1620年代初期、エセックスのコルチェスター近くでコップフォード・ホールを購入した。この荘園だけでも年1,100ポンドを生み出したと報告されている。
エセックスはピューリタンの中心地でもあり、ヘインズは親友だった牧師のトマス・フッカーから大きな影響を受けた。1630年頃、マサチューセッツ湾植民地の設立者の2人であるジョン・ウィンスロップとジョン・ハンフリーズが、フッカーとヘインズに新世界で彼らに加わらないかと招待してきた。1633年、ヘインズは小さな子供たちを後に残して、フッカーとともにグリフィンに乗船して北アメリカに渡った。まずはニュータウン（後のケンブリッジ）に入り、自分の家の準備ができるまでトマス・ダドリーの客となった。

## マサチューセッツ湾植民地
ヘインズは資力のある人として（ウィンスロップは「大きな荘園の持ち主」と言っていた）、1634年にフリーマンとして認められ、植民地の補佐評議員に選ばれた。軍事問題を監督する委員会の委員にも指名され、同年にピクォート族インディアンとの戦争が勃発したときは特に重要な地位と考えられた。1634年、ジョン・エンデコットがイングランド国旗を汚したときはその議論を検討するために補佐評議員会が招集された。聖ゲオルギウス十字をローマ教皇の象徴だと見なしたので、セイラム民兵隊の軍旗からそれを切り取っていた。ヘインズはエンデコットの行動に同意しない穏健派に属しており、その十字は国粋主義の象徴になってきていると主張した。ヘインズはこの行動を批判され、1年間は如何なる役職も奪われていた。
1634年、ヘインズは様々な市民的役割をこなした。ケンブリッジの市政委員となり、ボストンとチャールズタウンの境界を決める委員会委員を務めた。1635年にはロジャー・ルドローが勝つと予測されていた選挙にヘインズが勝って、総督に選出された。ヘインズは税金を下げることを主張した。ルドローも幾つかの町の代議士たちが選挙投票の行われるまえに個人レベルの合意に達していたとされている。ルドローは補佐官にも選ばれなかったので、それがマサチューセッツを離れ、コネチカット川沿いの開拓地に行く動機になったとされている。
ヘインズの総督としての任期の1年間は、ヘインズ、フッカー、ダドリーの率いた派閥と、ウィンスロップが率いた派閥の間の政治論争によって特徴づけられた。両派の大きな不一致点は、法的手続きと判断を行う過程の厳格さに関するものだった。ヘイズの派閥はウィンスロップがその判断の幾つかで手ぬるかったと考えていた。保守派が厳格な法的手続きに対する規制を法制化することに成功した。喫煙を禁じる法や過度に仰々しいあるいは流行を追うような衣服の規制も法制化された。ヘインズはロジャー・ウィリアムズの裁判とその結果の追放も宰領しており、ヘインズが後に幾らか後悔の念を表明したとウィリアムズが報告していた。

## コネチカット植民地
1635年、マサチューセッツ植民地では宗教観による分裂が大きくなり始めていた。アン・ハッチンソンなどが無律法主義の見解を訴え、イングランド国教会の法はそれを容れず、また律法主義の立場に反論する者もいた。この議論に対しての厳しい反応がフッカーの判断に影響した可能性があり、その結果ヘインズはマサチューセッツを去って、コネチカット川沿岸の新しい開拓地に向かうことになった。歴史家達はこの移住の理由として土地と食料の不足も挙げており、またヘインズとウィンスロップの間の政治的競合も挙げていた。ウィンスロップは、フッカーの仲間が「彼等の移住したいという強い意向によって」動かされていたと記した。

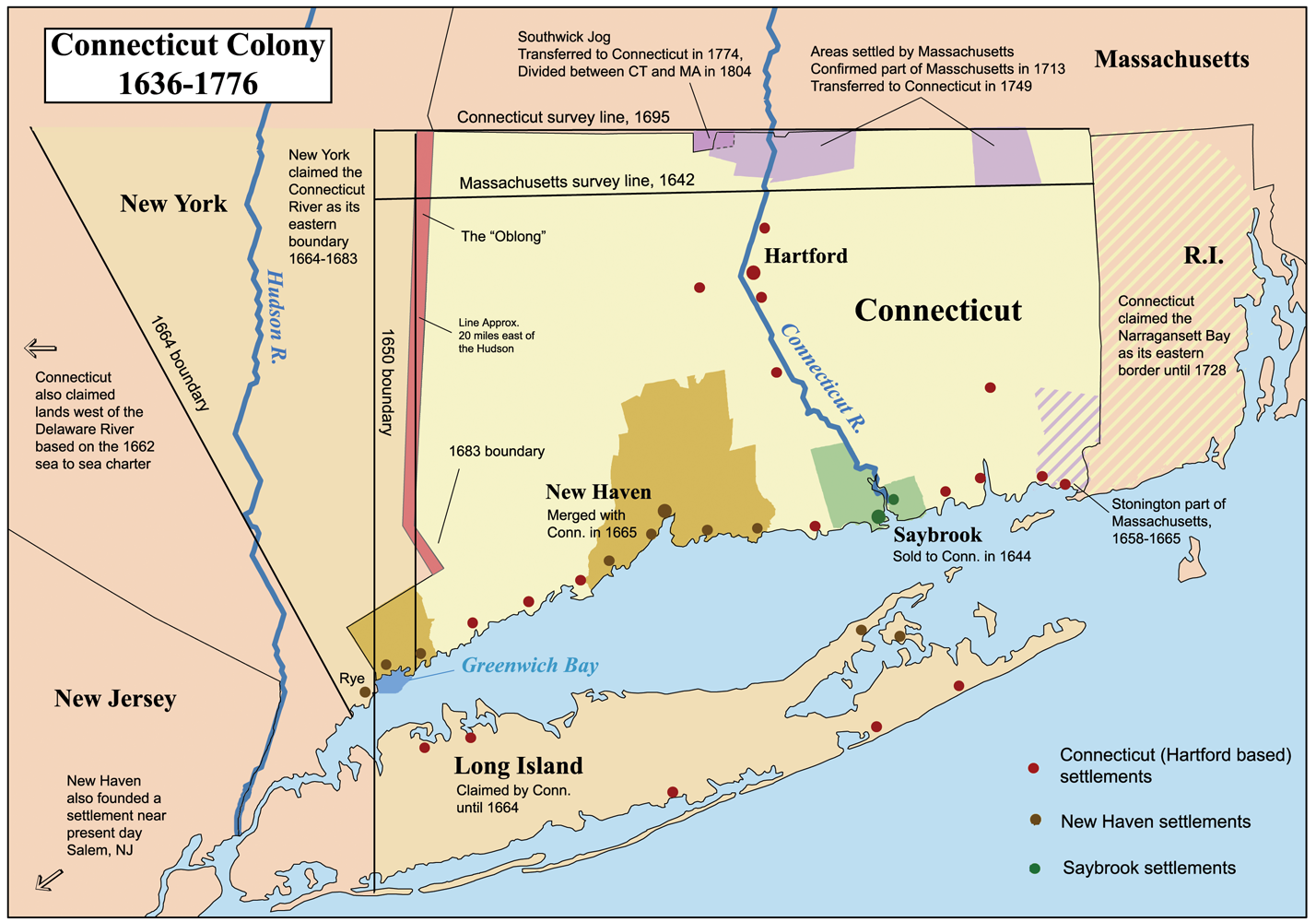
コネチカット植民地の境界の変遷を示す地図

ヘインズはフッカーに従うための手配をしながら、1636年を通じて、補佐官を務め、また植民地民兵連隊の1つの隊長を務めるなど、マサチューセッツとの関わりを続けていた。その副隊長はロジャー・ハーラケンデンであり、1635年にイングランドから妹のメイベルと共に渡って来ていた。ジョンは1636年にメイベルと結婚し、5人の子供をもうけた。
ヘインズは1637年にハートフォードと呼んだ開拓地でフッカーと合流した。この川沿いの植民地は如何なる種類の王室勅許もなく設立されており、マサチューセッツ湾植民地の領域内にはなかった。最初の2年間、幾つかの小さな開拓地がヘインズを長とする執政官議会によって統治され、続いていたピクォート族との争いに捉われていた可能性が強い。1638年後半に戦争が終わった後、執政官は統治の原理と法を記した文書を書き始めた。これが1638年1月に批准された。現在それはコネチカット基本規則と呼ばれ、「最初の成文化憲法」と言われている。その主たる推進者はルドローであり、ヘインズとトマス・フッカーは文書に盛り込まれた自由に関する条項の提唱者だったとされている。
この憲法に盛り込まれた条件に従い、選挙が1639年4月11日に行われ、ヘインズが初代総督に選出された。この憲法では連続した任期を務めることを禁じていたので、1639年から死ぬ1654年まで1期おきに総督に選ばれ、合計8期を務めることになった。総督でなかった年は副総督になっていた。
ヘインズが植民地の政治でどのような役割を担ったかについては、詳細な資料がないので、正確には分かっていない。顕著な成果の1つは、近隣の植民地の幾つかと交渉し、1643年にニューイングランド連合を創設したことだった。この組織は、コネチカット、マサチューセッツ湾、ニューヘイブン、プリマス各植民地の緩い連合であり、主に共通の脅威に対して共同して防衛にあたることだった。コネチカットにとって大きな脅威はインディアンと、西にあるニューネーデルラントのオランダだった。特に小さな植民地は、かなり人口の多いマサチューセッツ湾植民地から費用の面で恩恵を受けていた。ヘインズは総督の任にあるときに、地元インディアンとの紛争の調停や、ニューネーデルラントのオランダ代表との交渉に呼び出された。オランダはコネチカット川沿いのハートフォードから南を領有主張していた。あるオランダ人交易業者が、領有権を主張していた土地をイングランド人が奪ったことに苦情を言ってきたとき、ヘインズは、オランダ人が土地を開発するために何もしなかったこと、「そのような肥沃な土地を耕さないでおくことは罪であること」と主張して、その土地を実質的に没収した。この論争の結果、1640年代にイングランドとオランダの間に軍事的に小さな衝突に繋がったが、1650年のハートフォード条約で一時的に解決され、オランダは川沿いの土地の領有権を放棄した。1664年にイングランドがニューネーデルラントを占領した後であっても、領土問題が続き、ヨーク公の認証に書かれた領土の定義はコネチカットのものと重複していた。

## 死と遺産
ハートフォードのエンシャント埋葬地にあるヘインズの墓石に刻まれた日付とは異なり、ヘインズは1653年/54年3月1日に死んではいなかった。1653年/54年1月9日にジョン・ウィンスロップ・ジュニアが書いた文書では、ヘインズがその日近くに死んだことに触れていた。コネチカット議会は3月6日に「故総督の急死」に続いて「屈辱の日」を要求する声明を発していた。ヘインズの息子ヘゼキア・ヘインズはイングランド内戦に従軍した軍人士官であり、その父が植民地に7,000ないし8,000ポンドを投資していたので、「イングランドの家族にとっては破滅だった」と記していた。その荘園は約1,500ポンドの価値があると見積もられた。ヘインズはハートフォード地域でかなりの土地を所有しており、エドワード・ホプキンスと共に町で工場を運営していた。ヘインズの娘ルースはコネチカット植民地設立者の1人、ジョージ・ワイリスの息子サミュエル・ワイリスと結婚した。その子孫はコネチカット州やその他の場所で政治とのかかわりを続けた。